# العلاقات البنمية الزيمبابوية
العلاقات البنمية الزيمبابوية هي العلاقات الثنائية التي تجمع بين بنما وزيمبابوي.

## مقارنة بين البلدين
هذه مقارنة عامة ومرجعية للدولتين:
| وجه المقارنة                                              | بنما                      | زيمبابوي |
| --------------------------------------------------------- | ------------------------- | --- |
| المساحة (كم2)                                             | 74.18 ألف                 | 390.76 ألف |
| عدد السكان (نسمة)                                         | 4.10 مليون                | 16.53 مليون |
| الكثافة السكانية (ن./كم²)                                 | 55.27                     | 42.3 |
| العاصمة                                                   | بنما                      | هراري |
| اللغة الرسمية                                             | اللغة الإسبانية           | لغة إنجليزية، اللغة الشونا، النديبيلية الشمالية ‏، لغة الشيشيوا، Barwe ‏، Kalanga language ‏، Tshwa language ‏، النداو ‏، اللغة التسونجا، لغة الإشارة الزيمبابوية ‏، اللغة السوتية، تونغا ‏، اللغة التسوانية، اللغة الفيندية، اللغة الكوسية |
| العملة                                                    | بالبوا بنمي، دولار أمريكي | دولار أمريكي |
| الناتج المحلي الإجمالي (بليون دولار)                      | 61.84 مليار               | 17.85 مليار |
| الناتج المحلي الإجمالي (تعادل القوة الشرائية) بليون دولار | 87.37 مليار               | 27.88 مليار |
| الناتج المحلي الإجمالي الاسمي للفرد دولار أمريكي          | 13.27 ألف                 | 924 |
| الناتج المحلي الإجمالي للفرد دولار أمريكي                 | 20.89 ألف                 | 1.79 ألف |
| مؤشر التنمية البشرية                                      | 0.780                     | 0.509 |
| رمز المكالمات الدولي                                      | +507                      | +263 |
| رمز الإنترنت                                              | .pa                       | .zw |
| المنطقة الزمنية                                           | 00                        | ت ع م+02:00 |

## منظمات دولية مشتركة
يشترك البلدان في عضوية مجموعة من المنظمات الدولية، منها:
| علم المنظمة | اسم المنظمة                               | تاريخ انضمام بنما | تاريخ انضمام زيمبابوي |
| ----------- | ----------------------------------------- | ----------------- | --------------------- |
|             | مؤسسة التنمية الدولية                     | 1 سبتمبر 1961     | 29 سبتمبر 1980        |
|             | الأمم المتحدة                             | 13 نوفمبر 1945    | 25 أغسطس 1980         |
|             | منظمة التجارة العالمية                    | ?                 | ?                     |
|             | منظمة الشرطة الجنائية الدولية             | ?                 | ?                     |
|             | المركز الدولي لتسوية المنازعات الاستشارية | 8 مايو 1996       | 19 يونيو 1994         |
|             | الاتحاد الدولي للاتصالات                  | 14 يوليو 1914     | 10 فبراير 1981        |
|             | الفريق المعني برصد الأرض                  | ?                 | ?                     |
|             | البنك الدولي للإنشاء والتعمير             | 14 مارس 1946      | 29 سبتمبر 1980        |
|             | الاتحاد البريدي العالمي                   | ?                 | ?                     |
|             | منظمة حظر الأسلحة الكيميائية              | ?                 | ?                     |
|             | مؤسسة التمويل الدولية                     | 20 يوليو 1956     | 29 سبتمبر 1980        |
|             | وكالة ضمان الاستثمار متعدد الأطراف        | 21 فبراير 1997    | 10 أبريل 1992         |
|             | يونسكو                                    | 10 يناير 1950     | 22 سبتمبر 1980        |

## وصلات خارجية
- موقع وزارة الخارجية البنمية
- موقع وزارة الخارجية الزيمبابوية